# Rue Ernest-Hébert
La rue Ernest-Hébert est une voie du 16e arrondissement de Paris, en France.

## Situation et accès

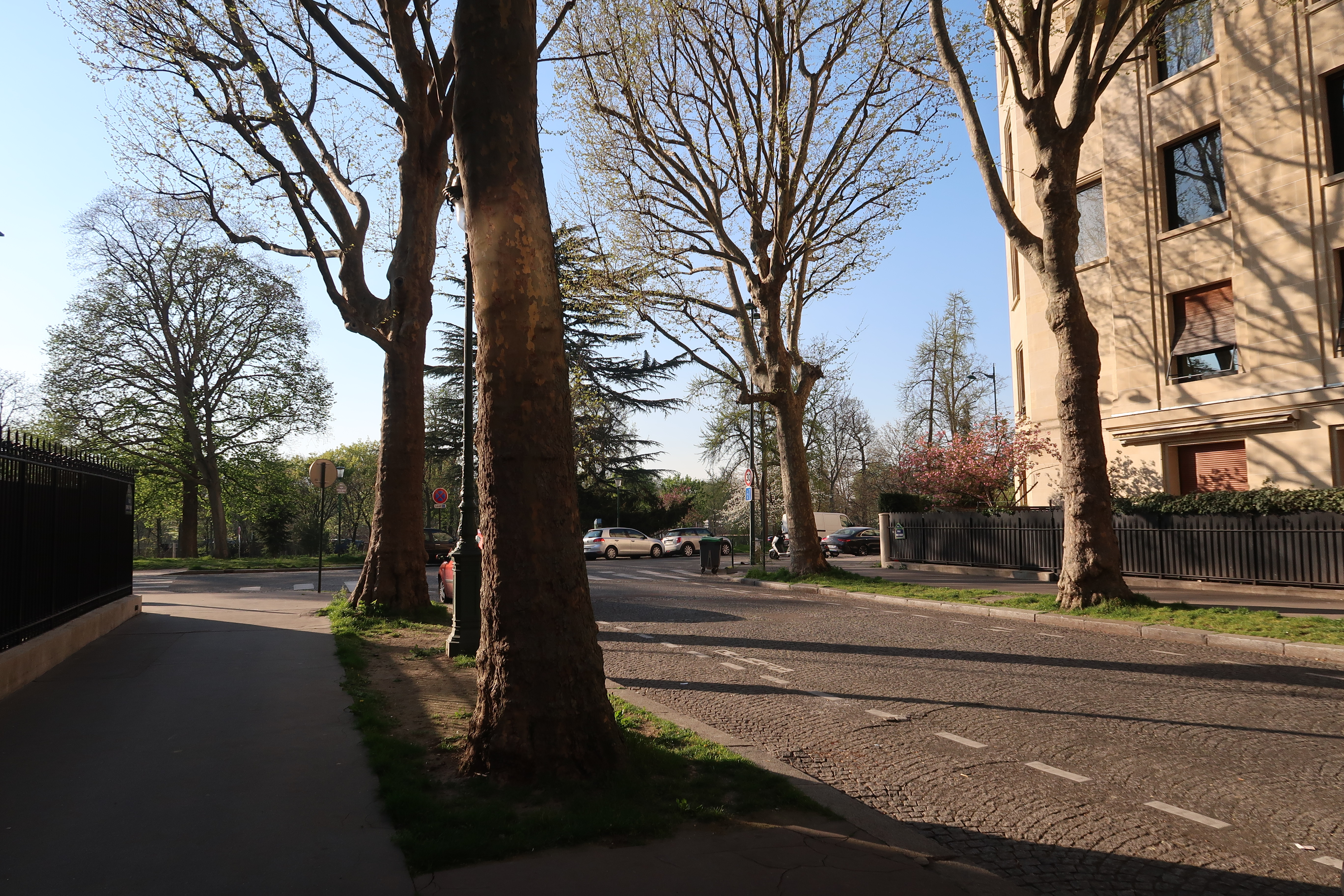
Vers le bois de Boulogne.

La rue Ernest-Hébert est une voie publique située dans le 16e arrondissement de Paris. Elle débute au 10, boulevard Suchet et se termine au 11, avenue du Maréchal-Maunoury.
Elle comprend une zone non ædificandi de 5 mètres de part et d'autre de la voie.
Le quartier est desservi par la ligne 9, à la station La Muette et par la ligne C du RER, à la gare de l'avenue Henri-Martin.

## Origine du nom

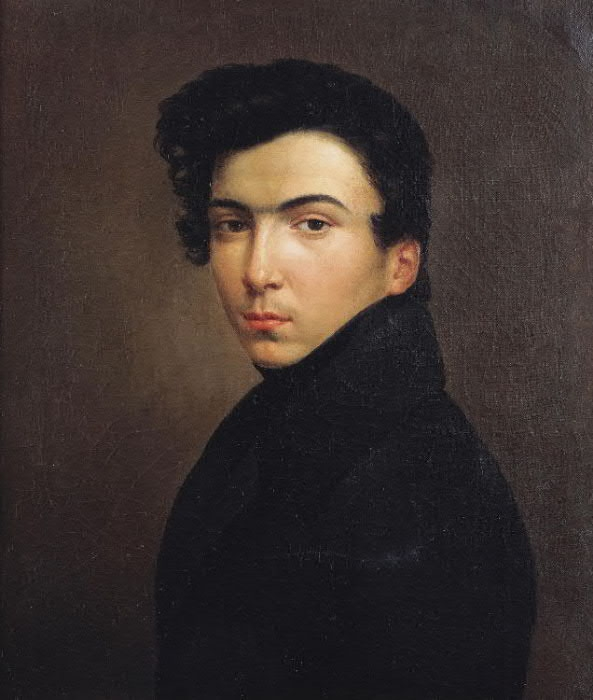
Ernest Hébert, Autoportrait.

La rue a été nommée en l'honneur du peintre Ernest Hébert (1817-1908).

## Historique
Cette rue est ouverte en 1927 sur l'emplacement du bastion no 58 de l'ancienne enceinte de Thiers. Elle porte sa dénomination actuelle dès l'origine.

## Bâtiments remarquables et lieux de mémoire

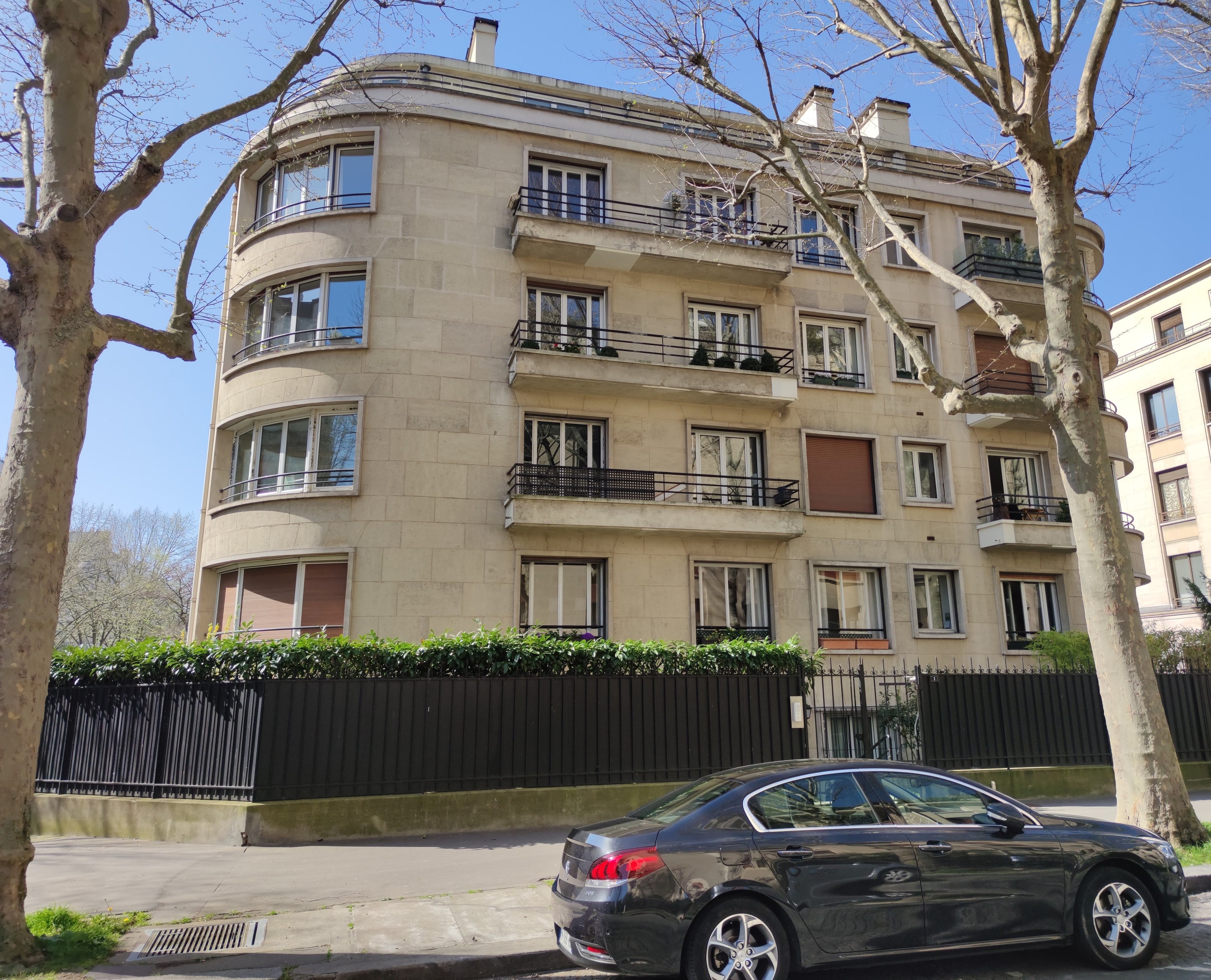
No 1.

- No 1 : l'acteur Bourvil habitait à cette adresse et y meurt le 23 septembre 1970[2].
- Nos 2-4 : entrée des immeubles Walter construits dans les années 1930.
- Bois de Boulogne